# 保琳狸藻
保琳狸藻（学名：Utricularia paulineae）为狸藻屬贴水生食虫植物。保琳狸藻为西澳大利亚的特有种。

## 外部連結
- 食虫植物照片搜寻引擎中保琳狸藻的照片 （页面存档备份，存于）

 维基共享资源上的相關多媒體資源：保琳狸藻
 維基物種上的相關：保琳狸藻